# Canthon melanus
Canthon melanus är en skalbaggsart som beskrevs av Robinson 1948. Canthon melanus ingår i släktet Canthon och familjen bladhorningar. Inga underarter finns listade.